# Nationale Leitstelle Ladeinfrastruktur
Die Nationale Leitstelle Ladeinfrastruktur (NLL) ist ein vom Bundesministerium für Verkehr (BMV) beauftragtes Koordinationszentrum für den Ausbau der Ladeinfrastruktur für Elektroautos in Deutschland.

## Beschreibung
Die NLL wurde im Dezember 2019 unter dem Dach der bundeseigenen NOW GmbH gegründet, um die Umsetzung des Masterplans Ladeinfrastruktur der Bundesregierung zu unterstützen. Zu ihren Aufgaben gehören die Planung, Koordination und Förderung eines bundesweiten Ladeinfrastrukturangebots. Die Tätigkeit umfasst unter anderem die datenbasierte Erstellung von Bedarfs- und Ausbauprognosen, verkehrsplanerische Analysen, Technologiebewertungen sowie die Begleitung konkreter Umsetzungsmaßnahmen.

## Aufgaben
- Durchführung datenbasierter Analysen und Veröffentlichung von Auswertungen zur Ladeinfrastrukturentwicklung[4]
- Erstellung von Bedarfsanalysen für Ladestationen auf kommunaler, regionaler und nationaler Ebene[5][6][7][8]
- Organisation und Mitwirkung an Fachveranstaltungen, Dialogformaten und Kommunikationskonferenzen[9]
- Bereitstellung von Planungsdokumenten, Informationsmaterial und Werkzeugen zur Unterstützung von Behörden und Marktakteuren[10]